# Hjalte Bo Nørregaard
Hjalte Bo Nørregaard (Kopenhagen, 8 april 1981) is een Deens voormalig voetballer die als middenvelder speelde.
Nørregaard kwam via KB bij FC Kopenhagen terecht, waar hij in het seizoen 1999/2000 debuteerde, hij speelde dat seizoen 7 wedstrijden. Twee seizoenen kwam hij vervolgens niet in actie voor de Deense club, maar in het seizoen 2002/2003 brak hij door en speelde 18 wedstrijden (2 doelpunten). Na twee seizoenen in de basis bij Kopenhagen vertrok hij in 2005 naar SC Heerenveen, in 2006 trok hij terug naar zijn oude club; FC Kopenhagen. Van januari 2011 tot augustus 2014 kwam hij uit voor Aarhus GF. In april 2015 beëindigde hij bij Vendsyssel FF zijn carrière, maar kwam daar kort daarna op terug en ging voor FC Fredericia spelen. Daar beëindigde hij in juli van dat jaar alsnog zijn loopbaan.

## Spelerstatistieken
| seizoen | club          | land | wed. | goals |
| ------- | ------------- | ---- | ---- | ----- |
| 1999/00 | FC København  | DEN  | 7    | 0     |
| 2000/01 | FC København  | DEN  | 0    | 0     |
| 2001/02 | FC København  | DEN  | 0    | 0     |
| 2002/03 | FC København  | DEN  | 18   | 2     |
| 2003/04 | FC København  | DEN  | 32   | 2     |
| 2004/05 | FC København  | DEN  | 32   | 8     |
| 2005/06 | SC Heerenveen | NED  | 16   | 2     |
| 2006/07 | FC København  | DEN  | 27   | 3     |
| 2007/08 | FC København  | DEN  | 30   | 3     |
| 2008/09 | FC København  | DEN  | 32   | 1     |
| 2009/10 | FC København  | DEN  | 31   | 3     |
| 2010/11 | FC København  | DEN  | 10   | 0     |
| 2010/11 | Aarhus GF     | DEN  | 0    | 0     |
| 2011/12 | Aarhus GF     | DEN  | 18   | 1     |
| 2012/13 | Aarhus GF     | DEN  | 25   | 0     |
| 2013/14 | Aarhus GF     | DEN  | 10   | 1     |
| 2014/15 | Vendsyssel FF | DEN  | 15   | 2     |
|         | FC Fredericia | DEN  |      |       |

## Erelijst
FC Kopenhagen
- Superligaen: 2003, 2004, 2007, 2009, 2010
- Deense voetbalbeker: 2004, 2009
- Royal League: 2005